# Wellingtonův oblouk
Wellingtonův oblouk (anglicky Wellington Arch), známý také jako Constitution Arch nebo původním názvem Green Park Arch je vítězný oblouk poblíž londýnského Hyde Parku, v severozápadním cípu Green Parku.
Wellingtonův oblouk byl naprojektován stejně jako Mramorový oblouk (Marble Arch) na severu Hyde Parku v roce 1825 podle rozhodnutí Jiřího IV., aby připomínaly britská vítězství v napoleonských válkách. Wellingtonův oblouk byl zároveň zamýšlen jako vstup na Constitution Hill, a tedy hlavní vstup do centrálního Londýna od západu. Protože se na tomto místě nacházela mýtná brána, vznikl v 18. století dojem, že právě zde se nachází začátek Londýna (dům Apsley House byl proto přezdíván „No 1, London“ – „Londýn, č. 1“) a oblouk měl zvýraznit význam tohoto místa.
Wellingtonův oblouk byl postaven v letech 1826–1830 podle návrhu Decima Burtona. Většina plánované dekorace nebyla realizována jako důsledek úsporných opatření kvůli souběžně probíhající předražené realizaci nového vybavení Buckinghamského paláce. Oblouk se původně nacházel téměř přesně naproti Apsley House, nedaleko od svého současného místa. Stál čelem proti stěně, která rámuje parčík Hyde Park Corner. Měl být součástí královské cesty do Buckinghamského paláce.
V roce 1846 byl oblouk vybrán jako vhodné umístění sochy sira Arthura Wellesleyho, 1. vévody z Wellingtonu. Wellingtonova socha od Matthewa Cotese Wyatta, jež byla umístěna na vrchol oblouku, byla svou výškou 8,5 metru tehdy největší jezdeckou sochou světa. Kvůli velikosti vyvolala i spory, když ale bylo přijato rozhodnutí o jejím odebrání, pohrozil vévoda z Wellingtonu odstoupením ze všech funkcí, a tak byla ponechána na oblouku až do konce jeho života.

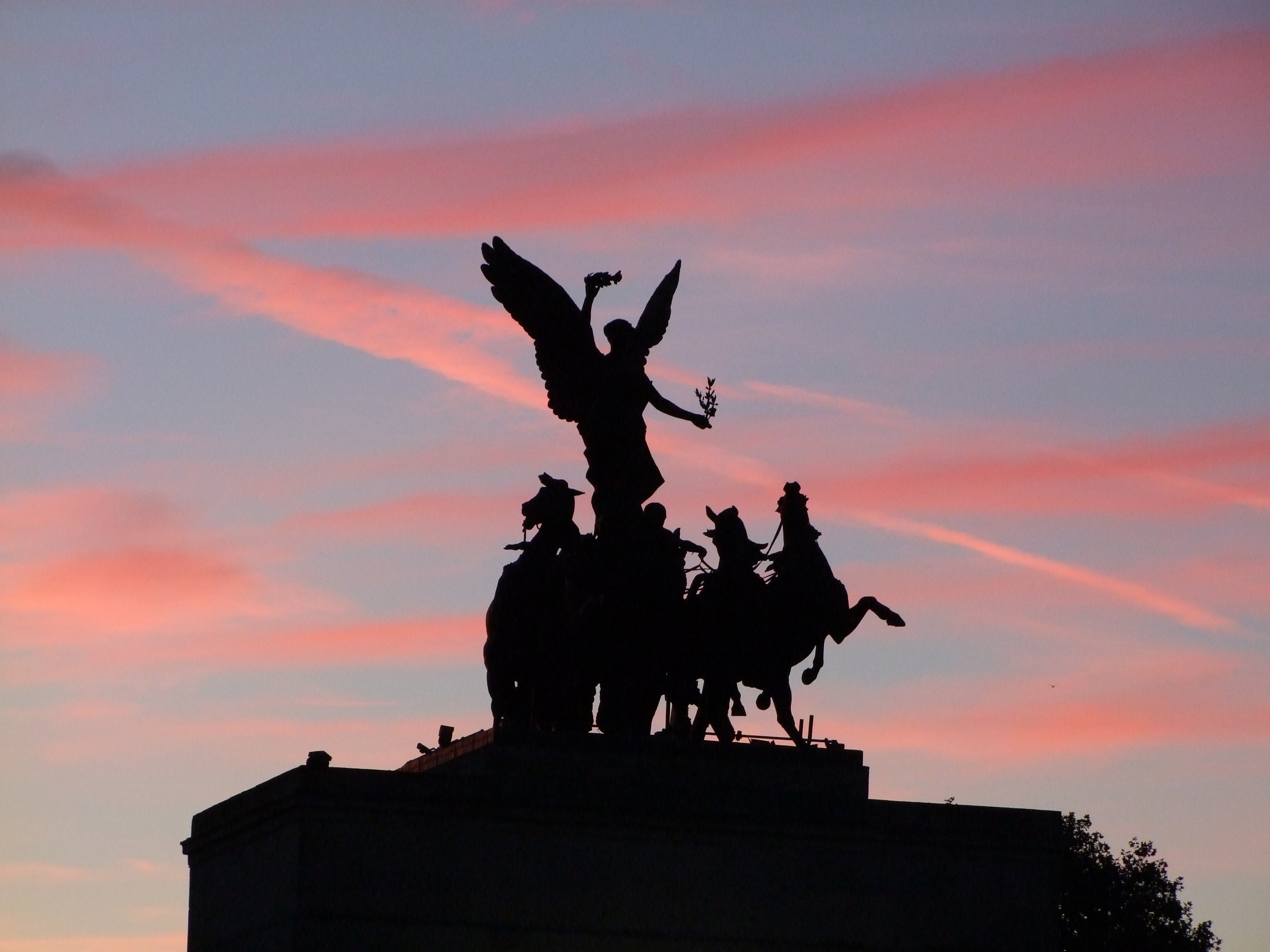
Wellingtonův oblouk při západu slunce

V letech 1882–1883 byl oblouk mírně posunut na současné místo, aby bylo možné rozšířit okolní ulice. V novém umístění ztratil vztah vzhledem ke vstupu do Hyde Parku, ale získal nový význam vzhledem k vstupu na Constitution Hill. Dnes stojí uprostřed rozlehlého ostrůvku mezi ulicemi.
Wellingtonova socha byla ve stejné době odebrána a přesunuta do Aldershotu. V roce 1912 ji nahradila obří bronzová kvadriga vytvořená Adrianem Jonesem. Menší originál sochy zaujal na výstavě Královské akademie krále Eduarda VII. Socha zobrazuje anděla míru sestupujícího na válečný vůz. Chlapec, který řídí vůz, má tvář syna lorda Michelhama, který financoval pořízení sochy. Jde o největší bronzovou sochu v Evropě.
Oblouk je dutý a do roku 1992 v něm sídlila druhá nejmenší policejní stanice v Londýně (menší se nachází na Trafalgarském náměstí). Když oblouk přešel v roce 1999 do správy English Heritage, byl jeho interiér zpřístupněn veřejnosti a nachází se v něm expozice historie oblouku. Přístupné jsou také terasy na obou stranách oblouku s výhledem do okolí.
Polovina oblouku slouží jako ventilační šachta systému metra.